# تشارلز سيميون
تشارلز سيميون (بالإنجليزية: Charles Simeon)‏ هو سياسي نيوزلندي، ولد في 9 ديسمبر 1816 في غرزلي في المملكة المتحدة، وتوفي في 29 مايو 1867 في المملكة المتحدة.